# EI Близнецов
EI Близнецов (лат. EI Geminorum) — одиночная переменная звезда в созвездии Близнецов на расстоянии (вычисленном из значения параллакса) приблизительно 4 618 световых лет (около 1 416 парсек) от Солнца. Видимая звёздная величина звезды — от +15,4m до +14m.

## Характеристики
EI Близнецов — красная пульсирующая медленная неправильная переменная звезда (LB) спектрального класса M. Эффективная температура — около 3299 К.